# ARToolKit
ARToolKit은 가상 영상을 실제 세계와 겹치도록 만들어주는 강력한 증강현실 애플리케이션을 개발하기 위한 오픈 소스 컴퓨터 추적 라이브러리이다. 현재 깃허브에 호스팅되는 오픈 소스 프로젝트로 유지보수되고 있다. ARToolKit은 2004년에 마지막으로 공개된 릴리스를 기준으로 160,000건 이상의 다운로드 건수를 기록한, 매우 널리 사용되는 AR 추적 라이브러리의 하나이다.
강력한 증강현실을 만들기 위해 자연 기능 표시기나 직각 물리 표시기에 상대적인 실제 카메라 위치와 방향을 실시간으로 계산하는 영상 추적 기능을 사용한다. ARToolKit은 증강현실의 주요 문제들 중 두 가지를 해결한다: 뷰포인트 추적, 가상 물체 상호작용.
ARToolKit은 처음에 1999년 나라 첨단과학기술대학원대학의 가토 히로카즈에 의해 개발되었으며 워싱턴 대학교 HIT 연구소에서 출시되었다. 2001년에 ARToolWorks가 개설되어 v1.0의 오픈 소스 버전의 ARToolKit이 HIT 연구소를 통해 출시되었다.
ARToolKit은 2005년 심비안에 처음 구동되는 모바일을 위한 최초의 AR SDK들 가운데 하나였으며, 아이폰 3G의 iOS의 경우 2008년, 2010년에는 안드로이드용으로 출시되었으며 ARToolWorks의 프로페셔널 버전은 2011년에 출시되었다.
ARToolKit은 DAQRI에 의해 인수되어 2015년 5월 13일 버전 5.2를 기점으로 오픈 소스로 재출시되었으며, 과거에 프로페셔널 라이선스 버전에서만 이용할 수 있었던 기능들 모두를 포함하고 있다. 이 기능들 중에는 모바일 지원과 자연 기능 추적(natural feature tracking)이 포함되어 있다.

## 같이 보기
- ARTag